# Athabascafloden
Athabascafloden (engelska: Athabasca River, franska: Rivière Athabasca) är en flod i Kanada. Den börjar vid Columbiaglaciären och är 1231 km lång. Dess avrinningsområde täcker ett område på 133 000 km². Vid gränsen mellan Alberta och Saskatchewan bildar den sjön Athabasca. Den flyter genom provinsen Alberta, i den centrala delen av landet, 2 800 km nordväst om huvudstaden Ottawa.
Trakten runt Athabasca River är nära nog obefolkad med mindre än två invånare per kvadratkilometer,  med undantag för Fort McMurray. Trakten ingår i den boreala klimatzonen. Årsmedeltemperaturen i trakten är −2 °C. Den varmaste månaden är juni, då medeltemperaturen är 16 °C, och den kallaste är februari, med −24 °C.

## Källor

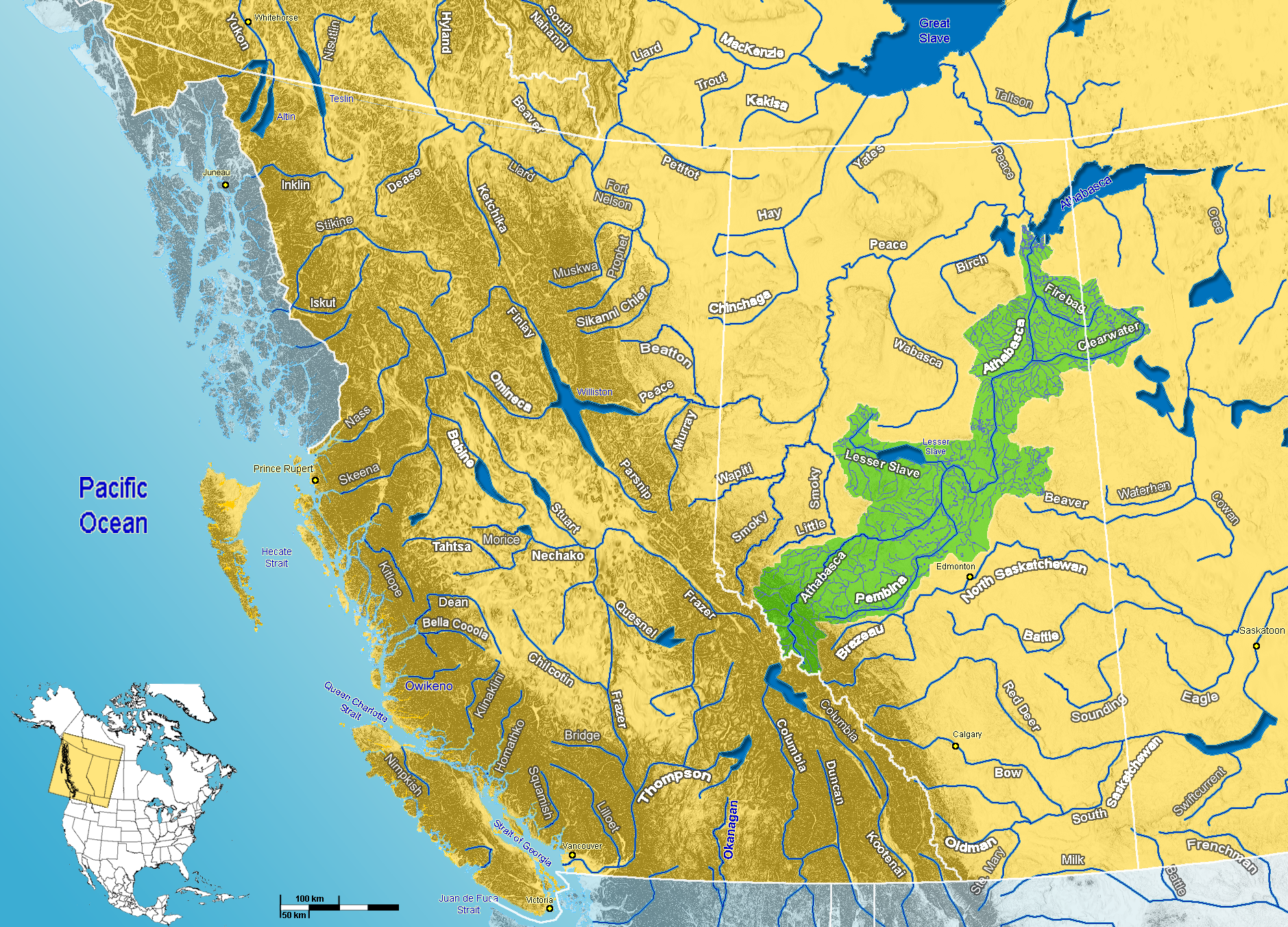
Athabascaflodens avrinningsområde.